# A Love That Will Never Grow Old
A Love That Will Never Grow Old (ang. Miłość, która nigdy się nie zestarzeje) – pochodząca ze ścieżki dźwiękowej do filmu Tajemnica Brokeback Mountain piosenka wykonywana przez amerykańską piosenkarkę country Emmylou Harris. Muzykę napisał argentyński kompozytor Gustavo Santaolalla, słowa zaś brytyjski poeta Bernie Taupin.
Trwająca 3 minuty i 20 sekund, stylizowana na kołysankę piosenka zdobyła w 2006 roku Złoty Glob oraz Nagrodę Satelita w kategorii Najlepsza piosenka filmowa. Zawierający ją soundtrack do filmu zdobył w tym samym roku Oscara w kategorii Najlepsza muzyka filmowa.